# گمینا بروخوو
گمینا بروخوو (به لهستانی:  Gmina Brochów) یک گمینا در لهستان است که در شهرستان سوخاچف واقع شده‌است. گمینا بروخوو ۱۱۶٫۷۶ کیلومتر مربع مساحت و ۴٬۲۵۸ نفر جمعیت دارد.